# Förderleistung (Bergbau)
Unter Förderleistung Q wird im Bergbau der Durchsatz einer oder mehrerer Förderanlagen verstanden.
Die Förderleistung wird in der Regel in Tonnen pro Stunde (t/h) angegeben.

## Stetigförderer

### Stromfördermittel
Bei Stromfördermitteln wie Förderbändern, Kratzkettenförderern oder Rohrleitungen hängt die Förderleistung von der Geschwindigkeit v und dem Füllquerschnitt A des Fördermittels sowie der Dichte ρ des Fördergutes ab.
{\displaystyle Q=A*v*\rho }

### Förderer mit endlosem Zugmittel
Bei Förderern mit endlosem Zugmittel ist der Volumenstrom in kleinere Einheiten, deren Volumina vom Fassungsvermögen der einzelnen Fördegefäße abhängen, aufgeteilt. Beispiele dafür sind Becherwerke sowie Umlaufketten- und -seilbahnen. Die Förderleistung dieser Fördermittel hängt vom Nutzinhalt N, dem Abstand a und der Geschwindigkeit v ab. Sie wird folgendermaßen berechnet:
{\displaystyle Q={\frac {N*v}{a}}}

## Unstetigförderer
Hierzu zählen alle Schachtförderanlagen, Förderung mit Förderwagen im Lokbetrieb sowie gleislose Förderung mit Pendelwagen. Die Förderleistung dieser Fördermittel ist wiederum vom Nutzinhalt N der Fördergefäße, der Durchschnittsgeschwindigkeit
{\displaystyle \textstyle {\bar {v}}}, der Länge des Förderweges L und der Pausendauer p zwischen zwei Förderspielen abhängig.
{\displaystyle Q={\frac {N}{2*(L/{\bar {v}}+p)}}}
Wenn bei Schachtförderanlagen zweitrümig, das heißt mit zwei Fördergefäßen gleichzeitig, gefördert wird, so verdoppelt sich die Förderleistung gegenüber der vorstehenden Grundformel:
{\displaystyle Q={\frac {N}{(L/{\bar {v}}+p)}}}